# Савельев, Виктор Андреевич
Виктор Андреевич Савельев  (1923—1981) — советский токарь-расточник, передовик производства в тракторном машиностроении. Герой Социалистического Труда (1966).

## Биография
Родился 31 декабря 1923 года в городе Владимире в рабочей семье.
После окончания семилетки, учился на токаря в школе фабрично-заводского ученичества при заводе Автоприбор, после окончания ФЗУ работал токарем на этом предприятии. До 1940 года работал токарем предприятия «Сантехстрой» в городе Иваново. С 1940 года был направлен в город Владимир на строительство Владимирского тракторного завода.
С 1941 года призван в ряды РККА, участник Великой Отечественной войны — рядовой, стрелок 201-й стрелковой дивизии, был тяжело ранен в руку. В 1945 году демобилизован из рядов Советской армии.
С 1945 года — мастер, старший мастер и токарь Владимирского тракторного завода. С 1950 года был переведен в токари-расточники экспериментального цеха, в совершенстве освоил эту сложную профессию. В. А. Савельев внёс большой вклад в создание новых образцов тракторов и двигателей, сделал ряд рационализаторских предложений — разработал приспособление, позволившее осуществить шлифовку распределительного вала нового тракторного двигателя непосредственно на заводе. До этой разработки В. А. Савельева, из-за отсутствия специальных шлифовальных станков эти валы возили на шлифовку в город Харьков. Предложение В. А. Савельева позволило сэкономить время и средства и приблизить сроки серийного выпуска двигателя. В 1966 году на ВДНХ, на международной выставке «Современные сельскохозяйственные машины и оборудование», за трактор Т-28ХЗ заводу присудили Золотую медаль. В этом были и частица труда В. А. Савельева.
5 августа 1966 года «за заслуги в выполнении заданий семилетнего плана и достижение высоких производственных показателей» Указом Президиума Верховного Совета СССР Виктору Андреевичу Савельеву было присвоено звание Героя Социалистического Труда с вручением Медали «Серп и Молот» и Орденом Ленина.
Умер 9 ноября 1981 года в городе Владимир.

## Награды
- Медаль «Серп и Молот» (5.08.1966)
- Орден Ленина (5.08.1966)